# Утішки
Утішки — це дуже простенькі пісні-ігри, які, на відміну від колискових, залучають маленьку дитину до співучасті, привчаючи її до певних навичок та викликаючи увагу до рук, ніжок, деяких речей. Їхнє призначення ― заспокоїти дитину, вплинути на її психічний стан, щоб вона видше заснула. Тексти утішок дуже подібні до колисанок, в них фігурують ті ж дійові особи, що в пісенній ліриці, найчастіше ― кіт, який допомагає приспати дитину.
Забавлянки, або Утішки, Потішки, Чукикалки — жанр дитячого фольклору, коротесенькі пісеньки чи віршики гумористичного, жартівливого змісту ігрової спрямованості. Вони активізують (стимулюють) єдність слова та моторики дитини, супроводяться не тільки відповідними рухами, наприклад, погойдуванням дитини на возі ("їхав пан, пан, на конику сам, сам"), а й розвивають її мовні здібності. Незважаючи на свою простоту, 3. позначені евфонічною культурою, сприяють жвавому спілкуванню з довкіллям (форма — діалог), привчають до чуття прекрасного (3. співають або проказують речитативом). Найпоширеніші 3. — Ладки" та ін.

Важливо коли сміх дитини викликаний насамперед увагою дорослих до дітей, важливо, щоб цей сміх лунає не один день у році, а 365 днів. Адже сміх дитини – ознака того, що дитина задоволена, щаслива, весела, а значить і здорова. 
Ще наші з Вами дідусі і бабусі бавили дітей різними забавлянками, утішками, потішками, чукикалками (коротесенькі пісеньки, віршики гумористичного, жартівливого змісту ігрової спрямованості), знаючи при цьому, що це не просто гра, а розвиток моторики та мовлення дитини